# Науяместис (Вильнюс)

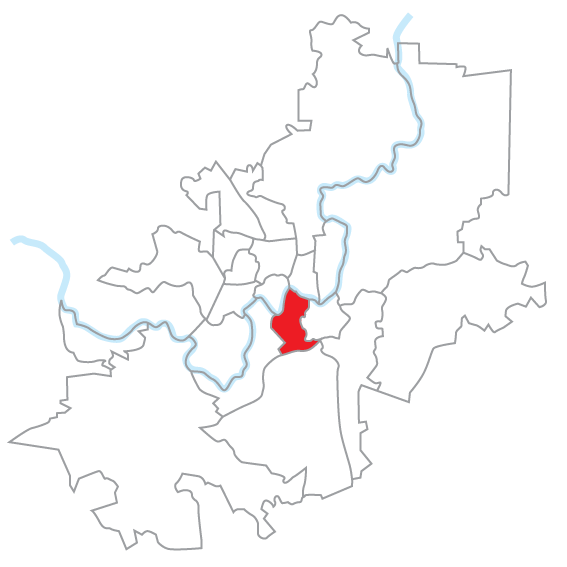
Науяместское староство

Науя́местис (лит. Naujamiestis, от лит. Naujas miestas — новый город) — один из районов Вильнюса, расположенный в центре города к западу от Старого города, на левом берегу реки Нярис; образует староство. Включает значительную часть прежнего пригорода Лукишки.
Площадь территории староства 4,8 км2. По данным переписи населения (2001), на ней проживает около 27900 жителей. Естественную границу староства с северной и западной стороны образует река, в юго-западом направлении староство соседствует с Вилкпеде, к югу железная дорога отделяет Науяместис от Науйининкай, к востоку Науяместис соседствует с Сянаместисом (Старым городом).
Район вместе со Старым городом входит в центральную часть города. Он застраивался, начиная со второй половины XIX века, и включает в себя часть проспекта Гедимина, улицу Йоно Басанавичяюс, Лукишскую площадь, гору Таурас, железнодорожный и автобусный вокзалы, здания Сейма Литвы, Верховного суда Литвы, Конституционного суда Литвы и важнейшие правительственные учреждения, несколько посольств и консульств, множество ресторанов, ночных клубов и баров.